# Барко (Порденоне)
Барко је насеље у Италији у округу Порденоне, региону Фурланија-Јулијска крајина.
Према процени из 2011. у насељу је живело 760 становника. Насеље се налази на надморској висини од 8 м.